# تورگاو-اوشاتس
تورگاو-اوشاتس (به آلمانی: Landkreis Torgau-Oschatz) یک ناحیه در آلمان است که در زاکسن واقع شده‌است. تورگاو-اوشاتس ۱۰۰٬۴۸۵ نفر جمعیت دارد.